# Tobă (aliment)
Toba este o delicatesă tradițională în bucătăria românească, are aspectul unui cârnat lat, cu diametrul de 10 cm. Este preparată de obicei dintr-un stomac de porc care este umplut cu gelatină de porc, urechi de porc, șorici, slănină și organe de porc (inimă, rinichi), fierte în prealabil, la care se adaugă condimente. Se poate face tobă și din produse de curcan etc.

## Legături externe
- Ce beneficii au toba și leberul asupra sănătății Arhivat în 24 decembrie 2014, la Wayback Machine.
- Dex online - definiție tobă